# Tweede Kamerverkiezingen 2023/Kandidatenlijst/CDA
Dit is de kandidatenlijst voor de Tweede Kamerverkiezingen van 2023 van het Christen-Democratisch Appèl (CDA) zoals die op 13 oktober 2023 is vastgesteld door de Kiesraad.

## Lijst
- vet: verkozen
- schuin: voorkeurdrempel overschreden

1. Henri Bontenbal - 279.272 stemmen
2. Eline Vedder - 19.269
3. Derk Boswijk - 3.217
4. Inge van Dijk - 8.701
5. Harmen Krul - 2.618
6. Hilde Palland-Mulder - 2.818
7. Bart van den Brink - 912
8. Marlou Absil - 3.857
9. Hanneke Steen - 1.817
10. Anne Kuik - 1.980
11. Jouke Spoelstra - 4.768
12. Evert Jan Slootweg - 351
13. Saida Chaoui-Nhass - 301
14. Jantine Zwinkels - 1.004
15. Ralph Diederen - 3.740
16. Sarath Hamstra - 353
17. Easther Houmes - 832
18. Chantal van den Berg - 601
19. Jalt de Haan - 701
20. Jenny Vermeer - 786
21. Liesbeth van der Heide - 561
22. Johan Goos - 278
23. Paul Boogaard - 211
24. Wieke Goudzwaard-Wiersma - 524
25. René Segers-Hoogendoorn - 210
26. Arjen Kier van Gijssel - 543
27. Lennard Goudriaan - 130
28. Mart van Lagen - 160
29. Marieke van der Spek - 559
30. Floris Out - 441
31. Jacky Silos - 173
32. Yusuf Tuncer - 122
33. Chantal Broekhuis - 88
34. Antoine van den Oever - 86
35. Joba van den Berg - 151
36. Antje Beers - 605
37. Delano van Luik - 212
38. Bart van Dekken - 86
39. Stef Luijten - 526
40. Harma Dost - 135
41. Frank Buijs - 136
42. Laura van de Giessen - 328
43. Dani Bracke - 464
44. Jan Joosten - 228
45. Pien Meppelink - 320
46. Robert van Dijk - 109
47. Franko van Lankvelt - 99
48. Arjen Siegmann - 112
49. Lody van de Kamp - 327

1977 · 1981 · 1982 · 1986 · 1989 · 1994 · 1998 · 2002 · 2003 · 2006 · 2010 · 2012 · 2017 · 2021 · 2023
VVD · D66 · GroenLinks-PvdA · PVV · CDA · SP · Forum voor Democratie · Partij voor de Dieren · ChristenUnie · Volt · JA21 · SGP · DENK · 50PLUS · BBB · BIJ1 · Piratenpartij - De Groenen · BVNL / Groep Van Haga · Nieuw Sociaal Contract · Splinter · Libertaire Partij · LEF - Voor de Nieuwe Generatie · Samen voor Nederland · Nederland met een PLAN · PartijvdSport · Politieke Partij voor Basisinkomen